# Nederlandse kampioenschappen schaatsen allround & sprint 2023
De Nederlandse kampioenschappen schaatsen allround & sprint 2023 in het langebaanschaatsen werden op 27 en 28 december 2022 verreden op de overdekte schaatsbaan Thialf in Heerenveen, Friesland. Voor de mannen allround was het de 81e editie, voor de vrouwen allround de 65e editie, voor de mannen sprint de 55e editie en voor de vrouwen sprint de 41e editie. Het was voor de zevende keer dat deze vier kampioenschappen tegelijkertijd plaatsvonden.
Bij deze kampioenschappen waren er op alle vier de onderdelen drie startplaatsen voor de Europese kampioenschappen schaatsen 2023 te vergeven. Patrick Roest (allround mannen), Antoinette Rijpma-de Jong (allround vrouwen), Hein Otterspeer (sprint mannen) en Jutta Leerdam (sprint vrouwen) werden Nederlands kampioen.

## Programma
| dinsdag 27 december | woensdag 28 december |
| --- | --- |
| 0500 meter vrouwen allround 0500 meter mannen allround 3000 meter vrouwen allround 5000 meter mannen allround0500 meter vrouwen sprint 0500 meter mannen sprint 1000 meter vrouwen sprint 1000 meter mannen sprint | 1.1500 meter vrouwen allround 1.1500 meter mannen allround 1.5000 meter vrouwen allround 10.000 meter mannen allround01.500 meter vrouwen sprint 01.500 meter mannen sprint 1.1000 meter vrouwen sprint 1.1000 meter mannen sprint |

## Podia

### Mannen allround
| Onderdeel      | 1e            | 2e               | 3e               |
| -------------- | ------------- | ---------------- | ---------------- |
| Eindklassement | Patrick Roest | Beau Snellink    | Marcel Bosker    |
|                |               |                  |                  |
| 500 m          | Patrick Roest | Tjerk de Boer    | Jordy van Workum |
| 5000 m         | Patrick Roest | Beau Snellink    | Kars Jansman     |
| 1500 m         | Patrick Roest | Jordy van Workum | Marcel Bosker    |
| 10.000 m       | Patrick Roest | Beau Snellink    | Kars Jansman     |

### Vrouwen allround
| Onderdeel      | 1e                        | 2e                        | 3e                        |
| -------------- | ------------------------- | ------------------------- | ------------------------- |
| Eindklassement | Antoinette Rijpma-de Jong | Marijke Groenewoud        | Joy Beune                 |
|                |                           |                           |                           |
| 500 m          | Antoinette Rijpma-de Jong | Marijke Groenewoud        | Elisa Dul                 |
| 3000 m         | Marijke Groenewoud        | Antoinette Rijpma-de Jong | Joy Beune                 |
| 1500 m         | Antoinette Rijpma-de Jong | Marijke Groenewoud        | Joy Beune                 |
| 5000 m         | Sanne in 't Hof           | Marijke Groenewoud        | Antoinette Rijpma-de Jong |

### Mannen sprint
| Onderdeel      | 1e                 | 2e                 | 3e                 |
| -------------- | ------------------ | ------------------ | ------------------ |
| Eindklassement | Hein Otterspeer    | Merijn Scheperkamp | Kai Verbij         |
|                |                    |                    |                    |
| 1e 500 m       | Janno Botman       | Kai Verbij         | Merijn Scheperkamp |
| 1e 1000 m      | Hein Otterspeer    | Thomas Krol        | Kjeld Nuis         |
| 2e 500 m       | Merijn Scheperkamp | Janno Botman       | Sebas Diniz        |
| 2e 1000 m      | Kjeld Nuis         | Thomas Krol        | Hein Otterspeer    |

### Vrouwen sprint
| Onderdeel      | 1e            | 2e            | 3e               |
| -------------- | ------------- | ------------- | ---------------- |
| Eindklassement | Jutta Leerdam | Femke Kok     | Marrit Fledderus |
|                |               |               |                  |
| 1e 500 m       | Femke Kok     | Jutta Leerdam | Marrit Fledderus |
| 1e 1000 m      | Jutta Leerdam | Femke Kok     | Marrit Fledderus |
| 2e 500 m       | Jutta Leerdam | Femke Kok     | Marrit Fledderus |
| 2e 1000 m      | Jutta Leerdam | Femke Kok     | Marrit Fledderus |

## Klassementen

### Mannen allround
| #      | Schaatser           | Ploeg                        | 500m       | 5000m        | 1500m        | 10.000m      | Punten  |
| ------ | ------------------- | ---------------------------- | ---------- | ------------ | ------------ | ------------ | ------- |
| Goud   | Patrick Roest       | Team Reggeborgh              | 36,11 (1)  | 6.10,41 (1)  | 1.44,05 (1)  | 12.44,52 (1) | 146,060 |
| Zilver | Beau Snellink       | Team Jumbo-Visma             | 37,67 (13) | 6.11,08 (2)  | 1.47,22 (7)  | 12.52,51 (2) | 149,143 |
| Brons  | Marcel Bosker       | Team Reggeborgh              | 37,04 (5)  | 6.17,88 (4)  | 1.45,97 (3)  | 13.12,72 (4) | 149,787 |
| 4      | Kars Jansman        | Team Jumbo-Visma             | 37,83 (15) | 6.16,06 (3)  | 1.47,31 (8)  | 13.01,63 (3) | 150,287 |
| 5      | Jordy van Workum    | Team Jumbo-Visma             | 36,91 (3)  | 6.20,62 (5)  | 1.45,37 (2)  | 13.25,20 (7) | 150,355 |
| 6      | Chris Huizinga      | Team Jumbo-Visma             | 37,00 (4)  | 6.23,43 (6)  | 1.47,02 (5)  | 13.19,57 (6) | 150,994 |
| 7      | Remo Slotegraaf     | Team Jumbo-Visma             | 37,10 (7)  | 6.24,80 (8)  | 1.47,15 (6)  | 13.27,59 (8) | 151,675 |
| 8      | Marwin Talsma       | Team Albert Heijn Zaanlander | 38,48 (18) | 6.23,52 (7)  | 1.48,98 (14) | 13.19,23 (5) | 153,119 |
| 9      | Tjerk de Boer       | Team Albert Heijn Zaanlander | 36,19 (2)  | 6.34,75 (15) | 1.47,34 (9)  |              | 111,445 |
| 10     | Lex Dijkstra        | Team Reggeborgh              | 37,49 (11) | 6.25,27 (9)  | 1.46,74 (4)  |              | 111,597 |
| 11     | Jesse Speijers      | Team IKO                     | 37,14 (8)  | 6.27,11 (10) | 1.47,90 (10) |              | 111,817 |
| 12     | Victor Ramler       | Team Reggeborgh              | 37,46 (10) | 6.28,15 (11) | 1.49,21 (15) |              | 112,678 |
| 13     | Sijmen Egberts      |                              | 37,31 (9)  | 6.34,98 (16) | 1.48,81 (13) |              | 113,078 |
| 14     | Yves Vergeer        | Team IKO                     | 37,57 (12) | 6.35,06 (17) | 1.48,45 (11) |              | 113,226 |
| 15     | Gert Wierda         | Team Albert Heijn Zaanlander | 37,91 (16) | 6.33,04 (12) | 1.48,59 (12) |              | 113,410 |
| 16     | Jur Veenje          | Gewest Fryslân               | 37,06 (6)  | 6.44,91 (20) | 1.49,84 (16) |              | 114,164 |
| 17     | Jasper Krommenhoek  |                              | 38,48 (17) | 6.33,06 (13) | 1.50,23 (17) |              | 114,529 |
| 18     | Homme Jan de Groot  |                              | 38,55 (19) | 6.34,37 (14) | 1.51,51 (18) |              | 115,157 |
| 19     | Mathijs van Zwieten |                              | 37,82 (14) | 6.40,50 (18) | 1.52,51 (20) |              | 115,373 |
| 20     | Lars Woelders       |                              | 38,65 (20) | 6.43,59 (19) | 1.52,31 (19) |              | 116,445 |

### Vrouwen allround
| #      | Schaatser                 | Ploeg                        | 500m       | 3000m        | 1500m        | 5000m       | Punten  |
| ------ | ------------------------- | ---------------------------- | ---------- | ------------ | ------------ | ----------- | ------- |
| Goud   | Antoinette Rijpma-de Jong | Team Jumbo-Visma             | 38,39 (1)  | 4.00,68 (2)  | 1.52,95 (1)  | 6.57,06 (3) | 157,859 |
| Zilver | Marijke Groenewoud        | Team Albert Heijn Zaanlander | 38,95 (2)  | 3.59,40 (1)  | 1.54,89 (2)  | 6.55,75 (2) | 158,721 |
| Brons  | Joy Beune                 | Team IKO                     | 39,53 (6)  | 4.00,85 (3)  | 1.55,68 (3)  | 7.03,63 (6) | 160,594 |
| 4      | Robin Groot               | Team IKO                     | 39,30 (4)  | 4.04,38 (4)  | 1.57,31 (6)  | 7.04,41 (7) | 161,574 |
| 5      | Esther Kiel               | Team BDM-BTZ                 | 39,74 (7)  | 4.06,44 (7)  | 1.57,69 (7)  | 7.03,52 (5) | 162,395 |
| 6      | Merel Conijn              | Team Jumbo-Visma             | 40,05 (9)  | 4.05,98 (6)  | 1.57,20 (5)  | 7.03,01 (4) | 162,413 |
| 7      | Reina Anema               | Team Jumbo-Visma             | 40,20 (10) | 4.07,58 (9)  | 1.57,07 (4)  | 7.06,12 (8) | 163,098 |
| 8      | Sanne in 't Hof           | Gewest Fryslân               | 42,33 (19) | 4.04,86 (5)  | 1.59,50 (12) | 6.53,23 (1) | 164,296 |
| 9      | Myrthe de Boer            | Team Jumbo-Visma             | 39,38 (5)  | 4.12,53 (13) | 1.58,74 (11) |             | 121,048 |
| 10     | Jade Groenewoud           | TalentNED                    | 40,49 (13) | 4.07,73 (10) | 1.58,33 (8)  |             | 121,221 |
| 11     | Aveline Hijlkema          | Team FrySk                   | 40,35 (11) | 4.09,42 (11) | 1.59,51 (13) |             | 121,756 |
| 12     | Paulien Verhaar           | Team FrySk                   | 40,36 (12) | 4.11,76 (12) | 1.58,69 (10) |             | 121,883 |
| 13     | Melissa Wijfje            | Team Albert Heijn Zaanlander | 39,98 (8)  | 4.14,83 (15) | 1.58,53 (9)  |             | 121,961 |
| 14     | Bente Kerkhoff            | KNSB Talent Team Noordwest   | 40,77 (14) | 4.14,70 (14) | 2.01,85 (14) |             | 123,836 |
| 15     | Evelien Vijn              | Team Jumbo-Visma             | 41,67 (17) | 4.15,34 (16) | 2.02,91 (16) |             | 125,196 |
| 16     | Sophie Kraaijeveld        |                              | 42,24 (18) | 4.16,60 (17) | 2.02,43 (15) |             | 125,816 |
| 17     | Eline van Voorden         | Fortune Coffee               | 41,55 (16) | 4.21,68 (19) | 2.03,02 (17) |             | 126,169 |
| 18     | Sterre Jonkers            | Gewest Fryslân               | 42,47 (20) | 4.20,85 (18) | 2.05,51 (18) |             | 127,781 |
| 19     | Lisan van der Linde       |                              | 41,45 (15) | 4.31,48 (20) | 2.05,64 (19) |             | 128,576 |
| 20     | Elisa Dul                 | Team Albert Heijn Zaanlander | 39,15 (3)  | 4.07,26 (8)  | DNS          |             | 80,360  |

### Mannen sprint
| #      | Schaatser             | Ploeg            | 500m       | 1000m        | 500m       | 1000m        | Punten  |
| ------ | --------------------- | ---------------- | ---------- | ------------ | ---------- | ------------ | ------- |
| Goud   | Hein Otterspeer       | Team Reggeborgh  | 34,89 (4)  | 1.07,53 (1)  | 34,89 (4)  | 1.07,71 (3)  | 137,400 |
| Zilver | Merijn Scheperkamp    | Team Jumbo-Visma | 34,81 (3)  | 1.08,44 (6)  | 34,69 (1)  | 1.07,96 (5)  | 137,700 |
| Brons  | Kai Verbij            | Team Jumbo-Visma | 34,79 (2)  | 1.08,41 (5)  | 34,90 (5)  | 1.08,08 (7)  | 137,935 |
| 4      | Janno Botman          | Team Reggeborgh  | 34,79 (1)  | 1.08,90 (7)  | 34,69 (2)  | 1.08,06 (6)  | 137,960 |
| 5      | Kjeld Nuis            | Team Reggeborgh  | 35,20 (9)  | 1.08,23 (3)  | 35,05 (7)  | 1.07,39 (1)  | 138,060 |
| 6      | Thomas Krol           | Team Jumbo-Visma | 35,21 (10) | 1.07,88 (2)  | 35,39 (10) | 1.07,64 (2)  | 138,360 |
| 7      | Wesly Dijs            | Team Reggeborgh  | 35,64 (17) | 1.08,24 (4)  | 35,74 (17) | 1.07,86 (4)  | 139,430 |
| 8      | Stefan Westenbroek    | Team Reggeborgh  | 35,07 (5)  | 1.09,38 (11) | 34,97 (6)  | 1.09,43 (11) | 139,445 |
| 9      | Tijmen Snel           | Team Jumbo-Visma | 35,14 (8)  | 1.09,29 (9)  | 35,62 (16) | 1.08,61 (9)  | 139,710 |
| 10     | Kayo Vos              | Team IKO         | 35,25 (11) | 1.09,27 (8)  | 35,44 (11) | 1.09,24 (10) | 139,945 |
| 11     | Joep Wennemars        | Team Jumbo-Visma | 35,82 (20) | 1.09,30 (10) | 35,25 (8)  | 1.08,49 (8)  | 139,965 |
| 12     | Sebas Diniz           | Team IKO         | 35,10 (6)  | 1.10,27 (17) | 34,84 (3)  | 1.10,34 (15) | 140,245 |
| 13     | Louis Hollaar         | Team Reggeborgh  | 35,62 (15) | 1.09,62 (15) | 35,48 (12) | 1.09,43 (12) | 140,625 |
| 14     | Gijs Esders           | Team IKO         | 35,41 (14) | 1.09,39 (12) | 35,60 (14) | 1.09,90 (13) | 140,655 |
| 15     | Armand Broos          | Team IKO         | 35,33 (13) | 1.10,53 (18) | 35,38 (9)  | 1.09,94 (14) | 140,945 |
| 16     | Mats Siemons          | Team Reggeborgh  | 35,62 (16) | 1.09,45 (13) | 35,51 (13) | 1.10,37 (16) | 141,040 |
| 17     | Joost van Dobbenburgh | Gewest Fryslân   | 35,75 (18) | 1.10,24 (16) | 35,90 (18) | 1.10,64 (17) | 142,090 |
| 18     | Dai Dai N'tab         | Team Jumbo-Visma | 35,12 (7)  | 1.09,51 (14) | DQ         |              | 69,875  |
| 19     | Rem de Hair           | Gewest Fryslân   | 35,76 (19) | 1.11,85 (19) |            |              | 71,685  |
| 20     | Serge Yoro            | Team Jumbo-Visma | 35,31 (12) | DNF          |            |              | 35,310  |

### Vrouwen sprint
| #      | Schaatser           | Ploeg                      | 500m       | 1000m        | 500m       | 1000m        | Punten  |
| ------ | ------------------- | -------------------------- | ---------- | ------------ | ---------- | ------------ | ------- |
| Goud   | Jutta Leerdam       | Team Jumbo-Visma           | 37,14 (2)  | 1.12,83 (1)  | 37,18 (1)  | 1.12,80 (1)  | 147,135 |
| Zilver | Femke Kok           | Team Reggeborgh            | 37,07 (1)  | 1.14,13 (2)  | 37,32 (2)  | 1.14,31 (2)  | 148,610 |
| Brons  | Marrit Fledderus    | Team Reggeborgh            | 37,78 (3)  | 1.15,11 (3)  | 37,61 (3)  | 1.14,56 (3)  | 150,225 |
| 4      | Isabel Grevelt      | Gewest Fryslân             | 38,09 (5)  | 1.15,30 (4)  | 37,96 (5)  | 1.15,11 (4)  | 151,255 |
| 5      | Michelle de Jong    | Team Reggeborgh            | 37,91 (4)  | 1.16,40 (5)  | 37,74 (4)  | 1.15,95 (7)  | 151,825 |
| 6      | Naomi Verkerk       | Team Novus                 | 38,13 (6)  | 1.16,48 (6)  | 38,08 (6)  | 1.15,48 (6)  | 152,190 |
| 7      | Helga Drost         | Gewest Fryslân             | 38,52 (8)  | 1.17,39 (9)  | 38,23 (8)  | 1.15,45 (5)  | 153,170 |
| 8      | Sanneke de Neeling  | Gewest Fryslân             | 38,74 (11) | 1.16,52 (7)  | 38,66 (10) | 1.15,97 (8)  | 153,645 |
| 9      | Esmé Stollenga      | Gewest Fryslân             | 38,64 (10) | 1.17,66 (10) | 38,17 (7)  | 1.16,50 (9)  | 153,890 |
| 10     | Marit van Beijnum   | Gewest Fryslân             | 38,56 (9)  | 1.17,69 (11) | 38,40 (9)  | 1.17,27 (11) | 154,440 |
| 11     | Maud Lugters        | Gewest Fryslân             | 38,83 (12) | 1.17,26 (8)  | 38,69 (11) | 1.17,20 (10) | 154,750 |
| 12     | Anna Boersma        | Team FrySk                 | 38,99 (14) | 1.17,99 (13) | 38,89 (12) | 1.17,50 (12) | 155,625 |
| 13     | Sylke Kas           | KNSB Talent Team Noordwest | 39,21 (15) | 1.18,49 (14) | 38,94 (13) | 1.18,15 (14) | 156,470 |
| 14     | Ramona Westerhuis   | Gewest Fryslân             | 38,94 (13) | 1.18,77 (16) | 38,95 (14) | 1.18,79 (15) | 156,670 |
| 15     | Chloé Hoogendoorn   | TalentNED                  | 39,54 (18) | 1.18,70 (15) | 39,26 (16) | 1.17,82 (13) | 157,060 |
| 16     | Pien Smit           |                            | 39,29 (16) | 1.19,31 (18) | 39,39 (17) | 1.19,07 (16) | 157,870 |
| 17     | Sacha van der Weide | Gewest Fryslân             | 39,35 (17) | 1.21,38 (19) | 39,19 (15) | 1.19,86 (17) | 159,160 |
| 18     | Amber Duizendstraal | Team FrySk                 | 39,77 (19) | 1.19,24 (17) | 39,45 (18) | 1.20,99 (19) | 159,335 |
| 19     | Anne Plat           |                            | 40,58 (20) | 1.21,67 (20) | 40,31 (19) | 1.20,84 (18) | 162,145 |
| 20     | Dione Voskamp       | Team Novus                 | 38,32 (7)  | 1.17,81 (12) |            |              | 77,225  |